# Hans-Peter Müller (Archäologe)
Hans-Peter Müller (* 1956 in Kolba) ist ein deutscher Klassischer Archäologe.

## Leben
Hans-Peter Müller studierte zwischen 1975 und 1980 Klassische Archäologie und Kunstgeschichte an der Universität Jena. Danach wechselte er als Wissenschaftlicher Assistent an den Fachbereich Klassische Archäologie der Universität Leipzig. Dort erfolgte im Dezember 1984 die Promotion mit einer Arbeit zum Thema Die gesellschaftliche Stellung des griechischen bildenden Künstlers im 4. Jahrhundert v. u. Z. 1989 weilte Müller zu einem Zusatzstudium an der Staatlichen Universität Sankt Petersburg.
Von 1993 bis zu seinem Ruhestand 2022 war er Wissenschaftlicher Mitarbeiter mit Kustosfunktion am Institut für Klassische Archäologie und Antikenmuseum der Universität Leipzig. Dort war er mit der Betreuung des Museums sowie der Erschließung und Nutzbarmachung der Abguss-Sammlung betraut. Zudem organisierte und betreute er mehrere Sonderausstellungen. Müller beschäftigt sich insbesondere mit der Etruskologie sowie der Fachgeschichte und Rezeption der Archäologie.

## Schriften (Auswahl)
- Die gesellschaftliche Stellung des griechischen bildenden Künstlers im 4. Jahrhundert v. u. Z. Dissertation Leipzig 1984.
- Etruskische Vasen (= Kleine Reihe des Antiken-Museums der Universität Leipzig Bd. 6). Leipziger Universitäts-Verlag, Leipzig 1999, ISBN 3-933240-66-2
- mit Hans-Ulrich Cain, Stefan Schmidt: Faszination der Linie. Griechische Zeichenkunst auf dem Weg von Neapel nach Europa. Antikenmuseum Leipzig, Leipzig 2004
- mit Hans-Ulrich Cain, Dirk Steuernagel: Renaissance der Etrusker. Vom Mythos zur Wissenschaft. Antikenmuseum Leipzig/Passage-Verlag, Leipzig 2006, ISBN 978-3-938543-28-3
- mit Hans-Ulrich Cain: Laokoon – Schmerz und Leid. Graphische Arbeiten von Donald von Frankenberg. Antikenmuseum Leipzig, Leipzig 2008
- mit Jörn Lang, Wilfred Geominy (Hrsg.): ¿Teuer und nichts wert? Fälschern griechischer Keramik auf der Spur. Begleitheft zur Sonderausstellung 22. Oktober 2011 bis 22. Januar 2012. Antikenmuseum der Universität Leipzig, Leipzig 2011.